# Marsanz Torrejón Fútbol Sala
Il Marsanz Torrejon Futbol Sala è stata una squadra spagnola di calcio a 5 con sede a Torrejón de Ardoz.

## Storia
Attivo fin dalla prima edizione della División de Honor, il Marsanz ha vissuto i suoi migliori momenti nella prima metà degli anni 1990: dopo una semifinale nella prima stagione, ha raggiunto la finale (tutta madrilena) nel 1990/1991 battuta dall'Interviú Lloyd's solo dopo la terza gara. Nel medesimo anno ha raggiunto la finale, persa contro Caja Toledo, della Coppa di Spagna. Nel 1992, come Pennzoil Marsanz, cede ai quarti di finale di nuovo Caja Toledo ma vince la Coppa di Spagna a Caceres e la Supercoppa, per poi l'anno successivo laurearsi campione di Spagna battendo in finale gli stessi castigliani in quella stagione denominati Caja Castilla La Mancha. 
La vittoria dà modo al Marsanz di giocare per la prima volta l'European Champions Tournament e di trionfare al termine della successiva stagione vincendo la finale contro il MNK Uspinjača Zagreb tra le mura amiche del Pabellon Joaquin Blume, con il punteggio di 11-3. La stagione è migliorata dalla vittoria della seconda Coppa di Spagna a Castellón de la Plana contro il Murcia e della Supercoppa.
Nella stagione 1993-94 il Marsanz giunge alla seconda fase per il titolo ma non va oltre la quinta piazza. L'anno seguente è escluso dalla corsa scudetto già dopo la prima fase e nei gironi di permanenza retrocede addirittura nella Division de Plata. La stagione seguente il Marsanz riconquista la promozione nella massima divisione, a cui però rinuncia, sciogliendosi.

## Palmarès
- Campionato spagnolo: 1

1992-93
- -  Coppa di Spagna: 2

1992, 1994
- Supercoppa di Spagna: 2

1992, 1994
- European Champions Tournament: 1

1994